# 何だ?こりゃ
『何だ?こりゃ』（なんだ?こりゃ）はフジテレビにて1992年10月2日から1993年3月12日まで放送されていた報道バラエティ番組である。

## 概要
思わず「なんだ?こりゃ」と言ってしまう、おかしなものに突撃取材を掛け「どうしてこんなものがあるか」と聞き出す。取り上げられたのは当時流行していたVOW系やトマソン系のものを紹介する番組では無く「日本でハーケンクロイツを掲げているビル」等アングラ、カルト系の怪しい物を取り上げ、報道番組として真面目な取材を行っていた。
スタジオアルタの公開生放送でエンディングには、「この後はスーパータイム」と出る。
いくつかの放送局で同時ネットされていた前番組「らんま1/2 熱闘編」と違い、関東ローカルだった。

## 出演者
- 相原勇
- 大竹まこと
- 舛添要一
- ナレーション - 原マスミ

## 使用楽曲
- ずいずいずっころ橋（童謡 オープニング）
- ピンクのバク（ぶんけかな エンディング）